# Hugo Candelario
Hugo Candelario González Sevillano (* 12. Februar 1967 in Guapí, Cauca) ist ein kolumbianischer Musiker (Saxophon, diatonische Marimba, auch Gesang, Komposition, Arrangement).

## Leben und Wirken
Candelario wurde bereits im elterlichen Unternehmen, wo Musikinstrumente verkauft wurden, mit den Klängen und Rhythmen der pazifischen Musik und ihren Instrumenten vertraut. Im Alter von elf Jahren zog er nach Bogotá, wo er das Gymnasium besuchte. Als dort ein Klassenkamerad von ihm eine Blockflöte erhielt, erwarb er auch eine und begann zu spielen und an musikalischen Veranstaltungen teilzunehmen. Nach seinem Abschluss besuchte er in Barranquilla die Marineschule, wo er in der Musikkapelle spielte. Nach der Entlassung aus der Armee zog er nach Cali, wo er am Conservatorio Antonio María Valencia ausgebildet wurde; auch studierte an der Escuela de Música de la Universidad del Valle klassische Musik. Weiterhin nahm er an Seminaren und Workshops mit Musikern wie Blas Emilio Atehortúa, Álvaro Gallego und an der Escuela Nacional de Arte in Kuba teil.
Candelario gründete und leitete mehrere Folklore-Ensembles, insbesondere unter dem Namen Bahía, wo er vom Trio aus Marimba und Schlagzeug bis hin zu einem Orchester mit 10 und mehr Musikern auftrat. Mit Bahía in der Mittelformat-Besetzung veröffentlicht er zunächst das Album Con el corazón cerca de las raíces (1998), dann Cantaré (2001). Die Alben Pura chonta (2005), Pura chonta recargado (2008) und Mulataje (2010) entstanden in Trio-Besetzung, wobei Mulataje auch Gesang enthält. Ihr Album Lambada (2009) wurde auch international vermarktet. 2020 erschien wiederum im Mittelformat das Album Ya se liberó. Mit Bahía unternahm Candelario viele Tourneen in Amerika, Europa, Afrika und Asien, und gewann auch die ersten beiden Ausgaben des Festival de Música del Pacífico, das seit 1997 in Cali stattfindet. Bahía gilt als bedeutende Gruppe, die die Musik und Kultur der kolumbianischen Pazifikküste repräsentiert. Die Marimba-Musik des kolumbianischen Südpazifiks wurde von der UNESCO zum „Immateriellen Kulturerbe der Menschheit“ erklärt.
Daneben tourte Candelario mit der Grupo Folclórico Yurumanguí im Sommer 1991 auf Festivals in Europa. Mit der Grupo de Teatro Experimental de Cali und der Grupo Joricamba war er an Theaterproduktionen beteiligt. Weiterhin war er Mitglied der Gruppen Río Guapí, Teatro Luna Bruja, Banda de la Universidad del Valle, Grupo Instituto Popular de Cultura, Razas, Raíces Negras und Arcano. Daneben wirkte er an verschiedenen sinfonischen Projekten mit. 2022 trat er mit der Sängerin Kristina Amparo und der SWR-Bigband in der Serie Heimspiel auf. Mit dem Filmregisseur Jhony Hendrix verfasste er Filmmusik für den Film Chocó und mit Camilo Vargas schrieb er das Lied Ballena va la ballena für den Kurzfilm Viajeras de dos mundos von Andrés Pineda. Außerdem wurde er von Nicolás Buenaventura zur Bühnenproduktion Dar a luz geholt.
Der Dokumentarfilm El Viaje de la Marimba von Marino Aguado, der ihn ausführlich vorstellte, wurde 2023 beim Atlanta African Film Festival mit dem Preis der Jury ausgezeichnet. Außerdem wirkte er als Musiklehrer am Instituto Popular de Cultura, dem Instituto Departamental de Bellas Artes und dem Secretaría de Cultura de Cali.